# Georg Scherer (Politiker)
Balthasar Georg Adam Scherer (* 30. März 1865 in Offenbach am Main; † 2. Mai 1920 ebenda) war ein hessischer Politiker (Zentrumspartei Hessen) und ehemaliger Abgeordneter des Landtags des Volksstaates Hessen in der Weimarer Republik.

## Familie und Beruf
Georg Scherer war der Sohn des Gelbgießers Georg Scherer und dessen Frau Katharina geborene Gräumann. Er war mit Katharina geborene Diehl verheiratet. 
Georg Scherer war Former. 1901 wurde er – als ungelernter Arbeiter – Vorsitzender des Katholischen Arbeitervereins in Offenbach und später Bezirksleiter des christlichen Metallarbeiterverbandes.

## Politik
Georg Scherer, der katholischer Konfession war, gehörte für das Zentrum dem hessischen Landtag 1919 bis 1921 in dessen erster Wahlperiode an. Im Landtag war er Schriftführer. Nach seinem Tod rückte August Nuss für ihn in den Landtag nach.